# Liste de peintures de Charles-Alphonse Dufresnoy
Cette page dresse une Liste de peintures de Charles-Alphonse Dufresnoy, peintre français du XVIIe siècle.

## Liste
| Image | Titre                                                 | Technique                        | Date           | Commentaire | Lieu de conservation                                                             | N° de catalogue (Laveissière, 1996) |
| ----- | ----------------------------------------------------- | -------------------------------- | -------------- | ----------- | -------------------------------------------------------------------------------- | ----------------------------------- |
|       |                                                       |                                  |                |             |                                                                                  |                                     |
|       | Vénus débarquant dans l'île de Cythère                | Huile sur toile 102 x 136 cm     | 1647           |             | Localisation actuelle inconnue (autrefois à Potsdam, château de Sanssouci)       | 1                                   |
|       | La teinture de la rose ou La toilette de Vénus        | Huile sur toile                  | 1647           |             | Localisation actuelle inconnue (autrefois à Potsdam, château de Sanssouci)       | 2                                   |
|       | Vénus à la fontaine                                   | Huile sur toile 116,5 x 158 cm   |                |             | Collection particulière                                                          | 3                                   |
|       | Vénus à la fontaine                                   | Huile sur toile 112 x 145 cm     |                |             | Lille, Palais des Beaux-Arts, autrefois à Sèvres, cité nationale de la Céramique | 4                                   |
|       | La Naissance de Vénus ou Le triomphe de Galatée       | Huile sur toile 112 x 146 cm     |                |             | Lille, Palais des Beaux-Arts, autrefois à Sèvres, cité nationale de la Céramique | 5                                   |
|       | L'Enlèvement d'Europe                                 | Huile sur toile 112 x 146,5 cm   |                |             | Lille, Palais des Beaux-Arts, autrefois à Sèvres, cité nationale de la Céramique | 6                                   |
|       | La Naissance de Bacchus                               | Huile sur toile 114 x 146 cm     |                |             | Lille, Palais des Beaux-Arts, autrefois à Sèvres, cité nationale de la Céramique | 7                                   |
|       | Vénus et Adonis                                       | Huile sur toile 73,5 x 93,5 cm   |                |             | Collection particulière                                                          | 8                                   |
|       | Bacchanale d'enfants                                  | Huile sur toile                  |                |             | Collection particulière                                                          | 9                                   |
|       | Achille à Scyros reconnu parmi les filles de Lycomède | Huile sur toile 133 x 178 cm     |                |             | Reims, musée des Beaux-Arts                                                      | 10                                  |
|       | Armide découvrant Renaud endormi                      | Huile sur toile 98 x 133,5 cm    |                |             | Moscou, musée d'Arkhangelskoye                                                   | 11                                  |
|       | Armide découvrant Renaud endormi (réplique tardive)   | Huile sur toile                  |                |             | Localisation actuelle inconnue                                                   | 12                                  |
|       | Armide découvrant Renaud endormi                      | Huile sur toile 113 x 157 cm     |                |             | Collection particulière                                                          | Non catalogué                       |
|       | Renaud abandonnant Armide (réplique)                  | Huile sur toile 112,5 x 154 cm   |                |             | Collection particulière                                                          | 13                                  |
|       | Renaud abandonnant Armide                             | Huile sur toile 117 x 159 cm     |                |             | Shugborough, Liechfield Estate Office                                            | 14                                  |
|       | Renaud abandonnant Armide                             | Huile sur toile 112 x 156 cm     |                |             | Localisation actuelle inconnue                                                   | 15                                  |
|       | La Mort de Socrate                                    | Huile sur toile 122 x 155 cm     |                |             | Florence, Galerie des Offices                                                    | 16                                  |
|       | La mort de Lucrèce                                    | Huile sur toile 116,3 x 137,5 cm | vers 1650      |             | Cassel, Staatliche Museen                                                        | 17                                  |
|       | L'Adoration des bergers                               | Huile sur toile 92 x 124 cm      |                |             | Collection particulière                                                          | 18                                  |
|       | Les Trois Marie au tombeau                            | Huile sur toile 80 x 94 cm       |                |             | Collection particulière                                                          | 19                                  |
|       | Sainte Marguerite                                     | Huile sur toile 230 x 170 cm     | 1656           |             | Évreux, musée d'Art et d'Histoire                                                | 20                                  |
|       | Le Sacrifice de Noé                                   | Huile sur toile 100 x 119 cm     |                |             | Saint-Pétersbourg, musée de l'Ermitage                                           | A1                                  |
|       | Le Vœu de Jephté                                      | Huile sur toile 94 x 130 cm      |                |             | Tours, musée des Beaux-Arts                                                      | A2                                  |
|       | L'Adoration des bergers                               | Huile sur toile 192 x 155 cm     |                |             | Le Bellay-en-Vexin, église Sainte-Marie-Madeleine                                | A3                                  |
|       | La Vierge et l'Enfant Jésus endormi                   | Huile sur toile 82 x 60 cm       |                |             | Agen, musée des Beaux-Arts                                                       | A4                                  |
|       | La Sainte Famille                                     | Huile sur toile 64 x 50,5 cm     |                |             | Moscou, musée Pouchkine                                                          | A5                                  |
|       | Le Calvaire                                           | Huile sur toile 345 x 242 cm     |                |             | Paris, église Sainte-Marguerite                                                  | A6                                  |
|       | Le Calvaire                                           | Huile sur toile 91 x 69 cm       |                |             | Collection particulière                                                          | A7                                  |
|       | Portrait de jeune homme dans des ruines antiques      | Huile sur toile 160 x 127 cm     | vers 1640-1650 |             | Darmstadt, Hessisches Landesmuseum                                               | Non catalogué                       |
|       | La teinture de la rose ou La toilette de Vénus        | Huile sur toile 96 x 133 cm      | après 1654 ?   |             | Collection particulière                                                          | Non catalogué                       |
|       | Allégorie de la Peinture                              | Huile sur toile 62,8 x 77,5 cm   | vers 1650      |             | Dijon, musée des Beaux-Arts                                                      | Non catalogué                       |
|       | La mort de Pompée                                     | Huile sur toile                  |                |             | Non localisé depuis 1945                                                         |                                     |
|       | Renaud et Armide dans les îles Fortunées              | Huile sur toile                  |                |             | Collection particulière                                                          |                                     |
|       | L'ivresse de Noé (d'après Andrea Sacchi)              | Huile sur toile 138 x 175 cm     |                |             | Perdu, autrefois à Caen, musée des Beaux-Arts                                    |                                     |